# 7e étape du Tour de France Femmes 2024
Pour un article plus général, voir Tour de France Femmes 2024.
La 7e étape du Tour de France Femmes 2024 se déroule le samedi 17 août 2024 entre Champagnole et Le Grand-Bornand, sur une distance de 166,5 kilomètres.

## Déroulement de la course
Justine Ghekiere, Julie Van de Velde, Marianne Vos, Sara Martín, Ruth Edwards et Sarah Roy forment l'échappée du jour. Derrière, Anniina Ahtosalo et Marte Berg Edseth tentent de revenir sur la tête, mais n'y parviennent pas. À seize kilomètres de l’arrivée, dans le Col de Saint-Jean-de-Sixt, Julie Van de Velde imprime un rythme élevé qui distance Roy et Edwards. Ghekiere attaque ensuite. Elle n'est plus reprise. Derrière, Demi Vollering attaque dans le plat entre le Grand-Bornand et la montée vers Chinaillon, mais est reprise. Maëva Squiban sort alors. À cinq kilomètres de l'arrivée, Évita Muzic  passe à l'offensive, mais on la marque. Un kilomètre plus loin, c'est Pauliena Rooijakkers qui sort. Mavi García revient sur la Néerlandaise, avant qu'elles ne soit reprises. Niewiadoma attaque plus loin, elle est suivie par Vollering et Pieterse. Dans les derniers mètres, Vollering va prendre les bonifications.

## Résultats

### Classement de l'étape
| Classement de la 7e étape | Classement de la 7e étape | Classement de la 7e étape | Classement de la 7e étape | Classement de la 7e étape |
|                           | Coureur                   | Pays                      | Équipe                    | Temps                     |
| ------------------------- | ------------------------- | ------------------------- | ------------------------- | ------------------------- |
| 1er                       | Justine Ghekiere          | Belgique                  | AG Insurance-Soudal       | en 4 h 26 min 58 s        |
| 2e                        | Maëva Squiban             | France                    | Arkéa-B&B Hotels          | + 1 min 15 s              |
| 3e                        | Demi Vollering            | Pays-Bas                  | SD Worx-Protime           | + 1 min 23 s              |
| 4e                        | Katarzyna Niewiadoma      | Pologne                   | Canyon-SRAM Racing        | + 1 min 23 s              |
| 5e                        | Évita Muzic               | France                    | FDJ-Suez                  | + 1 min 27 s              |
| 6e                        | Thalita de Jong           | Pays-Bas                  | Lotto Dstny Ladies        | + 1 min 28 s              |
| 7e                        | Puck Pieterse             | Pays-Bas                  | Fenix-Deceuninck          | + 1 min 28 s              |
| 8e                        | Juliette Labous           | France                    | Team dsm-firmenich PostNL | + 1 min 28 s              |
| 9e                        | Pauliena Rooijakkers      | Pays-Bas                  | Fenix-Deceuninck          | + 1 min 28 s              |
| 10e                       | Gaia Realini              | Italie                    | Lidl-Trek                 | + 1 min 28 s              |
| modifier                  |                           |                           |                           |                           |

### Bonifications en temps
|   | Coureur          | Pays     | Équipe              | Secondes |
| - | ---------------- | -------- | ------------------- | -------- |
| 1 | Justine Ghekiere | Belgique | AG Insurance-Soudal | 10 s     |
| 2 | Maëva Squiban    | France   | Arkéa-B&B Hotels    | 6 s      |
| 3 | Demi Vollering   | Pays-Bas | SD Worx-Protime     | 4 s      |

### Points attribués
| Sprint intermédiaire Frangy (km 100,6) | Sprint intermédiaire Frangy (km 100,6) | Sprint intermédiaire Frangy (km 100,6) | Sprint intermédiaire Frangy (km 100,6) | Sprint intermédiaire Frangy (km 100,6) |
| -------------------------------------- | -------------------------------------- | -------------------------------------- | -------------------------------------- | -------------------------------------- |
|                                        | Coureur                                | Pays                                   | Équipe                                 | Point(s)                               |
| 1er                                    | Marianne Vos                           | Pays-Bas                               | Team Visma-Lease a Bike                | 25                                     |
| 2e                                     | Julie Van de Velde                     | Belgique                               | AG Insurance-Soudal                    | 20                                     |
| 3e                                     | Justine Ghekiere                       | Belgique                               | AG Insurance-Soudal                    | 17                                     |
| 4e                                     | Sara Martín                            | Espagne                                | Movistar Team                          | 15                                     |
| 5e                                     | Sarah Roy                              | Australie                              | Cofidis                                | 13                                     |
| 6e                                     | Ruth Edwards                           | États-Unis                             | Human Powered Health                   | 11                                     |
| 7e                                     | Anniina Ahtosalo                       | Finlande                               | Uno-X Mobility                         | 10                                     |
| 8e                                     | Marte Berg Edseth                      | Norvège                                | Uno-X Mobility                         | 9                                      |
| 9e                                     | Karlijn Swinkels                       | Pays-Bas                               | UAE Team ADQ                           | 8                                      |
| 10e                                    | Célia Le Mouël                         | France                                 | St Michel-Mavic-Auber93                | 7                                      |
| 11e                                    | Lorena Wiebes                          | Pays-Bas                               | SD Worx-Protime                        | 6                                      |
| 12e                                    | Agnieszka Skalniak-Sójka               | Pologne                                | Canyon-SRAM Racing                     | 5                                      |
| 13e                                    | Coralie Demay                          | France                                 | FDJ-Suez                               | 4                                      |
| 14e                                    | Blanka Vas                             | Hongrie                                | SD Worx-Protime                        | 3                                      |
| 15e                                    | Puck Pieterse                          | Pays-Bas                               | Fenix-Deceuninck                       | 2                                      |
| modifier                               |                                        |                                        |                                        |                                        |

| Arrivée d'étape Le Grand-Bornand (km 166,4) | Arrivée d'étape Le Grand-Bornand (km 166,4) | Arrivée d'étape Le Grand-Bornand (km 166,4) | Arrivée d'étape Le Grand-Bornand (km 166,4) | Arrivée d'étape Le Grand-Bornand (km 166,4) |
| ------------------------------------------- | ------------------------------------------- | ------------------------------------------- | ------------------------------------------- | ------------------------------------------- |
|                                             | Coureur                                     | Pays                                        | Équipe                                      | Point(s)                                    |
| 1er                                         | Justine Ghekiere                            | Belgique                                    | AG Insurance-Soudal                         | 20                                          |
| 2e                                          | Maëva Squiban                               | France                                      | Arkéa-B&B Hotels                            | 17                                          |
| 3e                                          | Demi Vollering                              | Pays-Bas                                    | SD Worx-Protime                             | 15                                          |
| 4e                                          | Katarzyna Niewiadoma                        | Pologne                                     | Canyon-SRAM Racing                          | 13                                          |
| 5e                                          | Évita Muzic                                 | France                                      | FDJ-Suez                                    | 11                                          |
| 6e                                          | Thalita de Jong                             | Pays-Bas                                    | Lotto Dstny Ladies                          | 10                                          |
| 7e                                          | Puck Pieterse                               | Pays-Bas                                    | Fenix-Deceuninck                            | 9                                           |
| 8e                                          | Juliette Labous                             | France                                      | Team dsm-firmenich PostNL                   | 8                                           |
| 9e                                          | Pauliena Rooijakkers                        | Pays-Bas                                    | Fenix-Deceuninck                            | 7                                           |
| 10e                                         | Gaia Realini                                | Italie                                      | Lidl-Trek                                   | 6                                           |
| 11e                                         | Sarah Gigante                               | Australie                                   | AG Insurance-Soudal                         | 5                                           |
| 12e                                         | Mareille Meijering                          | Pays-Bas                                    | Movistar Team                               | 4                                           |
| 13e                                         | Shirin van Anrooij                          | Pays-Bas                                    | Lidl-Trek                                   |                                             |
| 14e                                         | Lotte Claes                                 | Belgique                                    | Arkéa-B&B Hotels                            | 2                                           |
| 15e                                         | Valentina Cavallar                          | Autriche                                    | Arkéa-B&B Hotels                            | 1                                           |
| modifier                                    |                                             |                                             |                                             |                                             |

### Cols et côtes
| Col de la Croix de la Serra (km 57,8) 1re catégorie (12,0 km à 5,1 %) | Col de la Croix de la Serra (km 57,8) 1re catégorie (12,0 km à 5,1 %) | Col de la Croix de la Serra (km 57,8) 1re catégorie (12,0 km à 5,1 %) | Col de la Croix de la Serra (km 57,8) 1re catégorie (12,0 km à 5,1 %) | Col de la Croix de la Serra (km 57,8) 1re catégorie (12,0 km à 5,1 %) |
| --------------------------------------------------------------------- | --------------------------------------------------------------------- | --------------------------------------------------------------------- | --------------------------------------------------------------------- | --------------------------------------------------------------------- |
|                                                                       | Coureur                                                               | Pays                                                                  | Équipe                                                                | Point(s)                                                              |
| 1er                                                                   | Puck Pieterse                                                         | Pays-Bas                                                              | Fenix-Deceuninck                                                      | 10                                                                    |
| 2e                                                                    | Justine Ghekiere                                                      | Belgique                                                              | AG Insurance-Soudal                                                   | 8                                                                     |
| 3e                                                                    | Yara Kastelijn                                                        | Pays-Bas                                                              | Fenix-Deceuninck                                                      | 6                                                                     |
| 4e                                                                    | Karlijn Swinkels                                                      | Pays-Bas                                                              | UAE Team ADQ                                                          | 4                                                                     |
| 5e                                                                    | Katarzyna Niewiadoma                                                  | Pologne                                                               | Canyon-SRAM Racing                                                    | 2                                                                     |
| 6e                                                                    | Liane Lippert                                                         | Allemagne                                                             | Movistar Team                                                         | 1                                                                     |
| modifier                                                              |                                                                       |                                                                       |                                                                       |                                                                       |

| Côte de Bois d'Arlod (km 88) 4e catégorie (2,4 km à 4,6 %) | Côte de Bois d'Arlod (km 88) 4e catégorie (2,4 km à 4,6 %) | Côte de Bois d'Arlod (km 88) 4e catégorie (2,4 km à 4,6 %) | Côte de Bois d'Arlod (km 88) 4e catégorie (2,4 km à 4,6 %) | Côte de Bois d'Arlod (km 88) 4e catégorie (2,4 km à 4,6 %) |
| ---------------------------------------------------------- | ---------------------------------------------------------- | ---------------------------------------------------------- | ---------------------------------------------------------- | ---------------------------------------------------------- |
|                                                            | Coureur                                                    | Pays                                                       | Équipe                                                     | Point(s)                                                   |
| 1er                                                        | Justine Ghekiere                                           | Belgique                                                   | AG Insurance-Soudal                                        | 2                                                          |
| 2e                                                         | Julie Van de Velde                                         | Belgique                                                   | AG Insurance-Soudal                                        | 1                                                          |
| modifier                                                   |                                                            |                                                            |                                                            |                                                            |

| Cote de Cercier (km 111) 3e catégorie (4,0 km à 4,9 %) | Cote de Cercier (km 111) 3e catégorie (4,0 km à 4,9 %) | Cote de Cercier (km 111) 3e catégorie (4,0 km à 4,9 %) | Cote de Cercier (km 111) 3e catégorie (4,0 km à 4,9 %) | Cote de Cercier (km 111) 3e catégorie (4,0 km à 4,9 %) |
| ------------------------------------------------------ | ------------------------------------------------------ | ------------------------------------------------------ | ------------------------------------------------------ | ------------------------------------------------------ |
|                                                        | Coureur                                                | Pays                                                   | Équipe                                                 | Point(s)                                               |
| 1er                                                    | Justine Ghekiere                                       | Belgique                                               | AG Insurance-Soudal                                    | 3                                                      |
| 2e                                                     | Julie Van de Velde                                     | Belgique                                               | AG Insurance-Soudal                                    | 2                                                      |
| 3e                                                     | Ruth Edwards                                           | États-Unis                                             | Human Powered Health                                   | 1                                                      |
| modifier                                               |                                                        |                                                        |                                                        |                                                        |

| Col de Saint-Jean-de-Sixt (km 156) 2e catégorie (5,4 km à 5,1 %) | Col de Saint-Jean-de-Sixt (km 156) 2e catégorie (5,4 km à 5,1 %) | Col de Saint-Jean-de-Sixt (km 156) 2e catégorie (5,4 km à 5,1 %) | Col de Saint-Jean-de-Sixt (km 156) 2e catégorie (5,4 km à 5,1 %) | Col de Saint-Jean-de-Sixt (km 156) 2e catégorie (5,4 km à 5,1 %) |
| ---------------------------------------------------------------- | ---------------------------------------------------------------- | ---------------------------------------------------------------- | ---------------------------------------------------------------- | ---------------------------------------------------------------- |
|                                                                  | Coureur                                                          | Pays                                                             | Équipe                                                           | Point(s)                                                         |
| 1er                                                              | Justine Ghekiere                                                 | Belgique                                                         | AG Insurance-Soudal                                              | 5                                                                |
| 2e                                                               | Sara Martín                                                      | Espagne                                                          | Movistar Team                                                    | 3                                                                |
| 3e                                                               | Marianne Vos                                                     | Pays-Bas                                                         | Team Visma-Lease a Bike                                          | 2                                                                |
| 4e                                                               | Julie Van de Velde                                               | Belgique                                                         | AG Insurance-Soudal                                              | 1                                                                |
| modifier                                                         |                                                                  |                                                                  |                                                                  |                                                                  |

| \| Le Grand-Bornand - Montée du Chinaillon (km 144,3) 2e catégorie (7,0 km à 5,1 %) \| Le Grand-Bornand - Montée du Chinaillon (km 144,3) 2e catégorie (7,0 km à 5,1 %) \| Le Grand-Bornand - Montée du Chinaillon (km 144,3) 2e catégorie (7,0 km à 5,1 %) \| Le Grand-Bornand - Montée du Chinaillon (km 144,3) 2e catégorie (7,0 km à 5,1 %) \| Le Grand-Bornand - Montée du Chinaillon (km 144,3) 2e catégorie (7,0 km à 5,1 %) \| \| -------------------------------------------------------------------------------- \| -------------------------------------------------------------------------------- \| -------------------------------------------------------------------------------- \| -------------------------------------------------------------------------------- \| -------------------------------------------------------------------------------- \| \| \| Coureur \| Pays \| Équipe \| Point(s) \| \| 1er \| Justine Ghekiere \| Belgique \| AG Insurance-Soudal \| 5 \| \| 2e \| Maëva Squiban \| France \| Arkéa-B&B Hotels \| 3 \| \| 3e \| Demi Vollering \| Pays-Bas \| SD Worx-Protime \| 2 \| \| 4e \| Katarzyna Niewiadoma \| Pologne \| Canyon-SRAM Racing \| 1 \| \| modifier \| \| \| \| \| |                      |          |                     |          |
| Le Grand-Bornand - Montée du Chinaillon (km 144,3) 2e catégorie (7,0 km à 5,1 %) |                      |          |                     |          |
| | Coureur              | Pays     | Équipe              | Point(s) |
| 1er | Justine Ghekiere     | Belgique | AG Insurance-Soudal | 5        |
| 2e | Maëva Squiban        | France   | Arkéa-B&B Hotels    | 3        |
| 3e | Demi Vollering       | Pays-Bas | SD Worx-Protime     | 2        |
| 4e | Katarzyna Niewiadoma | Pologne  | Canyon-SRAM Racing  | 1        |
| modifier |                      |          |                     |          |

### Prix de la combativité
- Julie Van de Velde (AG Insurance-Soudal)

## Classements à l'issue de l'étape

### Classement général
| Classement général | Classement général   | Classement général | Classement général        | Classement général |
|                    | Coureur              | Pays               | Équipe                    | Temps              |
| ------------------ | -------------------- | ------------------ | ------------------------- | ------------------ |
| 1er                | Katarzyna Niewiadoma | Pologne            | Canyon-SRAM Racing        | en 20 h 0 min 52 s |
| 2e                 | Puck Pieterse        | Pays-Bas           | Fenix-Deceuninck          | + 27 s             |
| 3e                 | Cédrine Kerbaol      | France             | Ceratizit-WNT Pro Cycling | + 37 s             |
| 4e                 | Juliette Labous      | France             | Team dsm-firmenich PostNL | + 1 min 1 s        |
| 5e                 | Thalita de Jong      | Pays-Bas           | Lotto Dstny Ladies        | + 1 min 9 s        |
| 6e                 | Shirin van Anrooij   | Pays-Bas           | Lidl-Trek                 | + 1 min 12 s       |
| 7e                 | Pauliena Rooijakkers | Pays-Bas           | Fenix-Deceuninck          | + 1 min 13 s       |
| 8e                 | Demi Vollering       | Pays-Bas           | SD Worx-Protime           | + 1 min 15 s       |
| 9e                 | Évita Muzic          | France             | FDJ-Suez                  | + 1 min 25 s       |
| 10e                | Justine Ghekiere     | Belgique           | AG Insurance-Soudal       | + 1 min 27 s       |
| modifier           |                      |                    |                           |                    |

| Classement par points | Classement par points | Classement par points | Classement par points     | Classement par points |
| --------------------- | --------------------- | --------------------- | ------------------------- | --------------------- |
|                       | Coureur               | Pays                  | Équipe                    | Point(s)              |
| 1er                   | Marianne Vos          | Pays-Bas              | Team Visma-Lease a Bike   | 170 points            |
| 2e                    | Katarzyna Niewiadoma  | Pologne               | Canyon-SRAM Racing        | 86 pts                |
| 3e                    | Lorena Wiebes         | Pays-Bas              | SD Worx-Protime           | 85 pts                |
| 4e                    | Anniina Ahtosalo      | Finlande              | Uno-X Mobility            | 73 pts                |
| 5e                    | Demi Vollering        | Pays-Bas              | SD Worx-Protime           | 65 pts                |
| 6e                    | Puck Pieterse         | Pays-Bas              | Fenix-Deceuninck          | 61 pts                |
| 7e                    | Blanka Vas            | Hongrie               | SD Worx-Protime           | 60 pts                |
| 8e                    | Cédrine Kerbaol       | France                | Ceratizit-WNT Pro Cycling | 57 pts                |
| 9e                    | Julie Van de Velde    | Belgique              | AG Insurance-Soudal       | 45 pts                |
| 10e                   | Fem van Empel         | Pays-Bas              | Team Visma-Lease a Bike   | 44 pts                |
| modifier              |                       |                       |                           |                       |

| Classement de la meilleure grimpeuse | Classement de la meilleure grimpeuse | Classement de la meilleure grimpeuse | Classement de la meilleure grimpeuse | Classement de la meilleure grimpeuse |
| ------------------------------------ | ------------------------------------ | ------------------------------------ | ------------------------------------ | ------------------------------------ |
|                                      | Coureur                              | Pays                                 | Équipe                               | Point(s)                             |
| 1er                                  | Justine Ghekiere                     | Belgique                             | AG Insurance-Soudal                  | 41 points                            |
| 2e                                   | Puck Pieterse                        | Pays-Bas                             | Fenix-Deceuninck                     | 25 pts                               |
| 3e                                   | Yara Kastelijn                       | Pays-Bas                             | Fenix-Deceuninck                     | 14 pts                               |
| 4e                                   | Silvia Persico                       | Italie                               | UAE Team ADQ                         | 13 pts                               |
| 5e                                   | Katarzyna Niewiadoma                 | Pologne                              | Canyon-SRAM Racing                   | 11 pts                               |
| 6e                                   | Niamh Fisher-Black                   | Nouvelle-Zélande                     | SD Worx-Protime                      | 7 pts                                |
| 7e                                   | Demi Vollering                       | Pays-Bas                             | SD Worx-Protime                      | 7 pts                                |
| 8e                                   | Julie Van de Velde                   | Belgique                             | AG Insurance-Soudal                  | 5 pts                                |
| 9e                                   | Fem van Empel                        | Pays-Bas                             | Team Visma-Lease a Bike              | 4 pts                                |
| 10e                                  | Karlijn Swinkels                     | Pays-Bas                             | UAE Team ADQ                         | 4 pts                                |
| modifier                             |                                      |                                      |                                      |                                      |

| Classement général de la meilleure jeune | Classement général de la meilleure jeune | Classement général de la meilleure jeune | Classement général de la meilleure jeune | Classement général de la meilleure jeune |
|                                          | Coureur                                  | Pays                                     | Équipe                                   | Temps                                    |
| ---------------------------------------- | ---------------------------------------- | ---------------------------------------- | ---------------------------------------- | ---------------------------------------- |
| 1er                                      | Puck Pieterse                            | Pays-Bas                                 | Fenix-Deceuninck                         | en 20 h 1 min 19 s                       |
| 2e                                       | Shirin van Anrooij                       | Pays-Bas                                 | Lidl-Trek                                | + 45 s                                   |
| 3e                                       | Marion Bunel                             | France                                   | St Michel-Mavic-Auber93                  | + 5 min 48 s                             |
| 4e                                       | Neve Bradbury                            | Australie                                | Canyon-SRAM Racing                       | + 8 min 39 s                             |
| 5e                                       | Maëva Squiban                            | France                                   | Arkéa-B&B Hotels                         | + 21 min 27 s                            |
| 6e                                       | Fem van Empel                            | Pays-Bas                                 | Team Visma-Lease a Bike                  | + 25 min 34 s                            |
| 7e                                       | Francesca Barale                         | Italie                                   | Team dsm-firmenich PostNL                | + 28 min 20 s                            |
| 8e                                       | Linda Riedmann                           | Allemagne                                | Team Visma-Lease a Bike                  | + 39 min 39 s                            |
| 9e                                       | Anniina Ahtosalo                         | Finlande                                 | Uno-X Mobility                           | + 43 min 33 s                            |
| 10e                                      | Ilse Pluimers                            | Pays-Bas                                 | AG Insurance-Soudal                      | + 44 min 0 s                             |
| modifier                                 |                                          |                                          |                                          |                                          |

| Classement par équipes | Classement par équipes    | Classement par équipes | Classement par équipes |
|                        | Équipe                    | Pays                   | Temps                  |
| ---------------------- | ------------------------- | ---------------------- | ---------------------- |
| 1re                    | Lidl-Trek                 | États-Unis             | en 60 h 6 min 38 s     |
| 2e                     | AG Insurance-Soudal       | Belgique               | + 6 min 28 s           |
| 3e                     | FDJ-Suez                  | France                 | + 9 min 27 s           |
| 4e                     | Movistar Team             | Espagne                | + 10 min 44 s          |
| 5e                     | Liv-AlUla-Jayco           | Australie              | + 18 min 5 s           |
| 6e                     | Uno-X Mobility            | Norvège                | + 20 min 57 s          |
| 7e                     | Arkéa-B&B Hotels          | France                 | + 24 min 35 s          |
| 8e                     | Fenix-Deceuninck          | Belgique               | + 25 min 7 s           |
| 9e                     | SD Worx-Protime           | Pays-Bas               | + 29 min 0 s           |
| 10e                    | Ceratizit-WNT Pro Cycling | Allemagne              | + 38 min 38 s          |
| modifier               |                           |                        |                        |

## Abandons
Onze coureuses ont abandonné au cours de l'étape : 
- Barbara Guarischi (SD Worx-Protime) : abandon
- Charlotte Kool (Team dsm-firmenich PostNL) : abandon
- Becky Storrie (Team dsm-firmenich PostNL) : abandon
- Amanda Spratt (Lidl-Trek) : abandon
- Anya Louw (AG Insurance-Soudal) : abandon
- Anna Henderson (Team Visma-Lease a Bike) : abandon
- Ruby Roseman-Gannon (Liv-AlUla-Jayco) : non-partante
- Sofia Bertizzolo (UAE Team ADQ) : non-partante
- Lily Williams (Human Powered Health) : non-partante
- Mieke Docx (Lotto Dstny Ladies) : abandon
- Ántri Christofórou (Roland) : abandon